# Blasteroids
Blasteroids est un shoot 'em up multidirectionnel développé en 1987 par Atari Games.

## Système de jeu
Le joueur contrôle un vaisseau spatial qui peut prendre trois configurations différentes allant de la plus puissante mais plus lente à la plus rapide mais plus fragile. Une barre d'énergie s'épuise lors de l'utilisation des réacteurs ou de l'atteinte par un tir ennemi. La vider entraîne la destruction du vaisseau mais il est possible de récupérer de l'énergie en finissant un niveau ou en détruisant des astéroïdes rouges qui laissent alors un cristal de puissance. Le joueur est confronté à plusieurs sortes d'astéroïdes, des soucoupes volantes qui offrent des options et des boss. Un mode deux joueurs permet à deux vaisseaux de s'arrimer pour en former un plus gros doté de puissantes tourelles.

## Accueil
Le jeu est l'une des entrées de l'ouvrage Les 1001 jeux vidéo auxquels il faut avoir joué dans sa vie.